# Эксума
Эксума (англ. Exuma) — является районом Багамских островов, в состав которого входят более чем 360 островов.

## История
Сначала Эксуму населяли араваки и лукаяны, которые были порабощены в XV веке. До XVII века острова были необитаемы, использовались пиратами как укрытие.
Эксума был заселён в 1783 году бежавшими от войны американцами. Они привезли с собой хлопок для возделывания плантаций. Лорд Джон Ролле, один из поселенцев, является важной фигурой в истории острова. Умирая в 1835 году, он передал всё землевладение своим рабам. В благодарность за это многие места названы в его честь (например, Роллевилль (Rolleville) и Роллетаун (Rolletown)).

## Большой Эксума
Большой Эксума является самым крупным островом, 60 км длиной и площадью 72 км². Здесь расположен самый крупный город архипелага, Джорджтаун, с постоянным количеством населения ок. 1000 жителей. Основанный в 1793 году, город получил своё имя в честь британского короля Георга III. Рядом с Большим Эксума расположен остров Малый Эксума, ранее были соединены паромной переправой, сейчас здесь находится мост по-прежнему называемый "Переправа". Через пляж на острове Малый Эксума проходит тропик Рака.

## Административное деление
Эксума — один из 32 районов Багамских островов. На карте он обозначен номером 12. Административный центр Района — город Джорджтаун (англ. George Town). Площадь района — 290 км². Население — 7314 человек (2010).

## Достопримечательности
- Из-за своих интересных рифов и пещер архипелаг привлекателен для яхтсменов и дайверов. Многие безымянные пляжи и пещеры, а также рифы перед побережьем являются частью охраняемого парка Exuma National Land and Sea Park of the Bahamas National Trust.
- Один из островов Эксумы носит неофициальное название Свиной, так как там живут одичавшие домашние свиньи, которые совершенно не боятся людей[1].